# ディノ・ラジャ
ディノ・ラジャ（Dino Rađa 1967年4月24日-）は、クロアチアスプリト出身の元プロバスケットボール選手。現役時代のポジションはパワーフォワードまたはセンター。

## 経歴

### クラブチームでの経歴
地元のKKダルヴィンでキャリアを開始した。その後KKスプリトに入りプロ生活を始めた。そこで彼はトニー・クーコッチと共に2度ヨーロッパのクラブ選手権を制覇した。また1988-89シーズンにはユーロリーグファイナル4MVPに選ばれている。その後彼はセリエAのヴィルトゥス・ローマに移籍して、チームの3連覇には立ち会わなかった。1990-91シーズン、彼は平均18.1得点をあげ、ヨーロッパのスポーツジャーナリストによる投票で、そのシーズン2番目に活躍した選手に選ばれた（最も票を集めたのはトニー・クーコッチ）。その後彼は平均得点を20.2得点、21.5得点とあげていき、1992年チームはコラチカップで優勝した。
1989年のNBAドラフトにて2巡目40位でボストン・セルティックスから指名されていたが、4年後の1993年にセルティックスと契約を結んだ。ルーキーシーズン、彼はシーズン平均15.1得点、7.2リバウンドをあげてNBAオールルーキーセカンドチームに選ばれた。セルティックスでは1試合平均16.7得点、8.4リバウンドをあげた。1997年、フィラデルフィア・セブンティシクサーズのクラレンス･ウェザースプーンとのトレードが持ち上がったが、6月24日、フィジカルテストに失格した。
この年彼はヨーロッパへ復帰、パナシイナイコスBCに加入、2シーズンを過ごしギリシャA1バスケットボールリーグでの連続優勝に貢献した。クラブ社長の息子との試合後ロッカールームでの諍いもあり、彼はチームを退団、1999年にクロアチアのKKザダルに加入した。2000年にはギリシャに復帰、パナシナイコスの長年のライバルであるオリンピアコスBCに加入したが優勝することはできなかった。2001-2002シーズンをKKシボナ、2002-2003シーズンはKKスプリトでプレー、リーグ戦の優勝を花道に現役を引退した。

## 個人成績

### NBA

#### レギュラーシーズン
| シーズン | チーム | GP  | GS  | MPG  | FG%  | 3P%  | FT%  | RPG | APG | SPG | BPG | PPG  |
| -------- | ------ | --- | --- | ---- | ---- | ---- | ---- | --- | --- | --- | --- | ---- |
| 1993–94  | BOS    | 80  | 47  | 28.8 | .521 | .000 | .751 | 7.2 | 1.4 | .9  | .8  | 15.1 |
| 1994–95  | BOS    | 66  | 48  | 32.5 | .490 | .000 | .759 | 8.7 | 1.7 | .9  | 1.3 | 17.2 |
| 1995–96  | BOS    | 53  | 52  | 37.4 | .500 | ---  | .695 | 9.8 | 1.6 | .9  | 1.5 | 19.7 |
| 1996–97  | BOS    | 25  | 25  | 35.0 | .440 | .000 | .718 | 8.4 | 1.9 | .9  | 1.9 | 14.0 |
| 通算     | 通算   | 224 | 172 | 32.6 | .497 | .000 | .735 | 8.4 | 1.6 | .9  | 1.3 | 16.7 |

#### プレーオフ
| シーズン | チーム | GP | GS | MPG  | FG%  | 3P% | FT%  | RPG | APG | SPG | BPG | PPG  |
| -------- | ------ | -- | -- | ---- | ---- | --- | ---- | --- | --- | --- | --- | ---- |
| 1995     | BOS    | 4  | 3  | 38.3 | .400 | --- | .714 | 7.0 | 2.3 | 1.0 | 1.3 | 15.0 |
| 通算     | 通算   | 4  | 3  | 38.3 | .400 | --- | .714 | 7.0 | 2.3 | 1.0 | 1.3 | 15.0 |

## 代表歴
1987年、イタリアのボルミオで行われたバスケットボールジュニア世界選手権にユーゴスラビア代表として出場、金メダルを獲得した。その後、ユーゴスラビア代表、クロアチア代表としてもトニー・クーコッチ、ドラゼン・ペトロヴィッチ、ブラデ・ディバッツらとともに長年活躍し、1988年のソウルオリンピック、NBAに所属するマイケル・ジョーダンやマジック・ジョンソンら、ドリームチームが初めて出場した1992年のバルセロナオリンピックでも銀メダル、ドリームチームIIも出場した1994年バスケットボール世界選手権で銅メダルを獲得している。